# Исибаси, Анна
Анна Исибаси (яп. 石橋 杏奈, Окагаки, префектура Фукуока, 12 июля 1992 года) — японская актриса и модель.

## Ранние годы
Исибаси родилась и выросла в городе Окагаки, Фукуока. У неё есть братья — старший и младший. В юности она временно жила в Канагаве и Оите из-за того, что её отец перешёл на другую работу. Анна вернулась в Окагаки на втором году обучения в начальной школе. В 2006 году она участвовала в конкурсе Horipro и выиграла главный приз из 38 224 претендентов.

## Карьера
В 2007 году Исибаси дебютировала в драматическом сериале «Праздник Шиссо» (Shissō Holiday) на телеканале TV Asahi. В 2008 году она снялась в фильме Рюичи Хироки «Твой друг». Фильм принёс ей награду в категории «Лучший новый талант» на кинофестивале в Йокогаме в 2008 году.
С 2008 по март 2011 года Исибаси была эксклюзивной моделью журнала Seventeen. В 2011 году она появилась в «Пушечном ядре» Кодзи Маэды. С 2012 по 2017 год у неё была повторяющаяся роль в сериале «ЖИЗНЬ! Посвящается жизни» телерадиокомпании NHK.